# Agaricia fragilis
Agaricia fragilis är en korallart som beskrevs av James Dwight Dana 1846. Agaricia fragilis ingår i släktet Agaricia och familjen Agariciidae. IUCN kategoriserar arten globalt som otillräckligt studerad. Inga underarter finns listade i Catalogue of Life.